# Палатово (Белгородская область)
Палатово — село в Красногвардейском районе Белгородской области России. Является административным центром Палатовского сельского поселения.

## Этимология
Название Полатов получил от Полатового леса. Лес же имеет такое название, вероятно, в честь «полатей» — подмостков на берегу реки, куда вытаскивали суда для починки или хранения. Возможно, использовался этот лес в судоходном военном деле. Есть ещё вариант — с речкой Полотова, вдоль которой опять же тянулся лес. В XIX веке в названии буква «а» сменила «о», а в 1900-м Палатов поменял род с мужского на средний и стал именоваться Палатово.

## История
Нынешнее село располагается на месте города-крепости Полатов (Палатов) Белгородской засечной черты, основанного в 1671 году «за прежнем новосыпанным валом под Полатовым лесом на речке Сенной Острогожского полка» казаками полковника Герасима Карабута (см. Полатовский вал), и первоначально заселённого «черкасами» Острогожского слободского полка.
В XVII веке принадлежал до учреждения Воронежской губернии к Валуйскому воеводству. В Воронежских актах в 1693 года Палатов называется «старым», в отличие Нового Палатова. Старый Палатов — пограничный город Русского царства, построенный для несения сторожевой службы на границе с Крымским ханством.
Защитники города-крепости Полатова несли сторожевую службу, а их земли и семьи находились в слободе Новосильской и в селах Валуйчик, Пузино, Старокожево, Фощеватое и других селениях Полатовского уезда.
К концу XVIII века город Полатов, изначально населённый служилыми людьми и «русским приказным людом», стал слободой.
В 1859 году — Бирюченского уезда «село казенное Палатов (Палатово, Пригородок Палатов) при протоке речки Сенной» «по правую сторону большого почтового тракта из города Бирюча на город Валуйки» — 373 двора, 2 православные церкви.
В 1900 году — Бирюченского уезда волостное село Палатово (бывший город Палатов) и слободка Карабутовка при овраге Сенном — 608 дворов, 2 церкви, раскольничий молитвенный дом, 13 общественных зданий, маслобойный завод, школа грамотности, 4 мелочных и 3 винные лавки, 3 ярмарки.

В 1905 году — волостная слобода Палатово «при железнодорожной станции того же имени» Валуйского уезда — 662 двора, 2 школы. 
«Жители слободы вместе с соседними селениями заняты выделкой бондарных, щепных изделий, телег, саней и пр. Уходило на заработки (в 1911 году) всего 11 человек. 35 пасек с 943 ульями (в 1909 году). Ярмарок 3: 1-го, 29 августа и 1 неделя великого поста».
С июля 1928 года слобода Палатово в Никитовском районе — центр Палатовского сельсовета, включившего слободы Палатово и Красная Соловьевка и хутора Антошкин, Перелесок и Юрков.
В 1930 году был организован колхоз «Гигант», куда вошли земли сел Палатово, Ливенка, Валуйчик со всеми хуторами. Но огромный колхоз быстро распался на более мелкие. На территории нынешнего Палатовского сельского поселения образовалось 4 колхоза: «Красный Луч», «За урожай», «Красная Звезда» и «имени Димитрова».
В 1935 году в Палатове появились семилетняя школа колхозной молодежи (ШKM) и изба-читальня.
В годы Великой Отечественной войны с 7 июля 1942 года по 23 января 1943 года Палатово было оккупировано немецкими войсками . На фронт было мобилизовано 916 палатовцев, 557 из них погибли или пропали без вести.
В 1953 году произошло объединение колхозов в один — имени Сталина. Именно при нём хозяйство села значилось в числе лучших в Воронежской области на протяжении десятилетия.
В 1958 году в Палатовский сельсовет Никитовского района входили села Ковалевка, Красная Соловьевка, Лазареново, Палатово 1-е (село Палатовка 2-я было в соседнем Арнаутовском сельсовете), Хохлишки и хутора Антошкин, Верхние Бударки, Кислинский, Ново-Березовый, Перелесок, Подлес, Широкополье и Юрков.
С апреля 1962 года (по февраль 1992 года) колхоз носил название «Ленинское знамя». В декабре 1962 года Никитовский район был упразднён, Палатовский сельсовет вошёл в состав Красногвардейского района.
В начале 1970-х годов в Палатовском сельсовете оставались села Лазареново, собственно Палатово, Перелесок и хутора Антошкин, Верхние Бударки, Кислинский, Подлес и Юрков.
В 1992 году колхоз реорганизован в АО «Палатовское», в 1997 году — в ТВ «Палатовское», в 2000 году — в ОАО «СельхозНик». В 2001 году образоваго «Агро-Химпалатовское». 10 ноября 2001 года учреждено нынешнее ООО «Кристалл-Палатовское».
В 2010 году село Палатово — центр Палатовского сельского поселения (3 села и 4 хутора) Красногвардейского района.

## География
Село расположено в юго-восточной части Белгородской области, в верхнем течении реки под названием Сенная (приток Валуя, бассейн Оскола), в 20 км по прямой к юго-западу от районного центра, города Бирюча.
Центральная улица села — Набережная.

## Население
| 1859 | 1897  | 2002  | 2010 |
| ---- | ----- | ----- | ---- |
| 2962 | ↗4055 | ↘1134 | ↘924 |

В 1859 году в селе было 3962 жителя (1472 мужчины, 1490 женщин).
В 1890 году в Палатове — 553 хозяйства, 3885 жителей, из них грамотных 123 мужчины и 3 женщины.
В 1900 году — 4246 жителей (2203 мужчины, 2043 женщины).
По переписи 1916 года в слободе Палатове — 4380 жителей.
На 1 января 1932 года в слободе Палатове — 855 жителей.
По данным переписей населения в селе Палатове на 17 января 1979 года было 1722 жителя, на 12 января 1989 года — 1299 (592 мужчины, 707 женщин), на 1 января 1994 года — 1244 жителя, 495 хозяйств.
В 1999 году в селе Палатове — 1199 жителей, в 2001 году — 1129.

## Инфраструктура
- Администрация Палатовского сельского поселения[2]
- Дом культуры[2]
- Средняя школа[2]
- Медпункт[2]
- Почтовое отделение[2]
- Храм Покрова Пресвятой Богородицы[2]